# المعيمة

تعديل مصدري - تعديل

المعيمة أو محلة المعيمة تقع في مديرية الجعفرية، ضمن محافظة ريمة، الجمهورية اليمنية اليمن.
تقع في عزلة بني واقد مديرية الجعفرية، ضمن محافظة ريمة، الجمهورية اليمنية اليمن، يطل عليها من جهتها الشمالية الشرقية جبل أسود أعلى قمة في المنطقة، وهي منطقة قديمة مقسمة إلى قسمين أحدهما يسمى المعيمة العالية وتوجد في معظمها أشجار البن وثانيهما المعيمة السافلة وتوجد فيها أعلاف الدواب وأشجار أخرى وتعد المعيمة جزء من مغربة صيبر في التسمية القديمة التي تشمل منطقة الشرف المسمى شرف المغربة المطل على المناطق الغربية والذي ينحدر شرقا إلى منطقة العجورة وتقع المعيمة شرق وشمال شرق قرية المغربة وتتضمن أيضا منطقة الذاري ومنطقة بيت المعيمة والمضحى على حدود منطقة الكثيب ومنطقة طريق الحدية على حدود منطقة رَدَع
ويقع في شمالها الشرقي ينابيع ماء، يعتمدعليه معظم السكان فيما يعرف بـ (حس ردع) وسيلة حس ردع، الواقعة غرب منطقة حي بني الجعد.

## محلةبيت المعيمة
بيت المعيمة هي منطقة تنسب إلى العمارة القديمة التي كانت في السابق عامرة بالسكان وقد اندرست وهي الآن عبارة عن مناطق للرعي والزراعة تشمل أيضا منطقة المضحى ومنطقة المصابيح

## هوامش
1. ↑  الجهاز المركزي للإحصاء اليمني، تعداد اليمن 2004، QID:Q12202700